# Sólstafir
Sólstafir este o formație islandeză de heavy metal formată în 1995 și în prezent a semnat cu casa de discuri Season of Mist. Numele trupei este cuvântul islandez pentru "razele crepusculare". Inițial au debutat ca trupă de black metal, ulterior trecând la post-metal începând cu al doilea lor album Masterpiece of Bitterness.

## Istoria
Sólstafir a fost fondată de către 3 prieteni, Aðalbjörn Tryggvason, Halldór Einarsson și Guðmundur Óli Pálmason în ianuarie 1995. Mai târziu în același an, trupa a inregistrat primul demo Í Norðri iar la sfârșitul anului a înregistrat al doilea demo, Til Valhallar. Til Valhallar nu a fost niciodată lansat ca un demo, și patru dintre cele șase cântece au fost lansate pe un EP de către View Beyond Records. Mai târziu a fost re-lansat în 2002, cu toate cele șase cântece.
În 1999, Sólstafir a intrat în studio pentru a înregistra albumul lor de debut. În acele momente Halldór a parasit trupa, iar în 1997 și 1998 Sólstafir a lansat două promo-uri ca două piese. Pentru înregistrarea albumului de debut, Sólstafir l-a recrutat pe Svavar Austmann pentru înlocuirea lui Halldór. Deși înregistrarea Í Blóði og Anda a început în 1999, albumul nu a fost lansat până în 2002 datorită întârzierilor interminabile și ghinioanelor. Trupa a crezut cu adevărat au fost blestemați. Între timp, Sólstafir a început să susțină spectacole live în Islanda, context în care au recrutat un al doilea chitarist, Sæþór Maríus Sæþórsson. Deci, pentru prima dată, în format de patru piese, Sólstafir a înregistrat un nou demo în anul 2002, în cele din urmă lansând 3 cântece în EP-ul Black Death.
În 2004, trupa a început să lucreze la următorul album I Blóði og Anda pe cont propriu, cu ajutorul unui bun prieten. Deși Sólstafir au devenit un nume bine cunoscut pe scena europeană de underground metal, trupa s-a trezit fără o casă de discuri. Astfel, trupa a decis sa lanseze în ediție limitată 3 dintre cântecele de pe album ca promo pentru a le trimite caselor de discuri. Acest fapt, precum și un concert în Danemarca (trupa iese pentru prima dată în afara Islandei) îi asigură o înțelegere cu Spikefarm Records, o subsidiară a Spinefarm Records.
Sólstafir lansează Masterpiece of Bitterness prin Spinefarm în anul 2005. Albumul a primit recenzii extrem de bune aproape de peste tot, iar trupa a continuat să-și facă un nume bun, mai ales prin spectacole live.
În decembrie 2007, trupa a călătorit în Göteborg, Suedia pentru a inregistra al treilea album, Köld.
Köld a fost lansat la începutul anului 2009, iar precum Masterpiece of Bitterness nu a primit doar recenzii extrem de bune, ci a ridicat dificultăți majorității criticilor în a încadra muzica Sólstafir într-un anumit gen. Descrieri de genul "Sounds like The Hellacopters if they went to art school and did a lot of Valium", "Imagine if Nachtmystium, Alice in Chains, and Neurosis got hammered while listening to Entombed's DCLXVI: To Ride Shoot Straight and Speak the Truth – it would sound something like this" și "Sigur Rós goes metal!" au devenit virale.
Între timp, Sólstafir se bucură de critici bune privitor la show-urile lor live peste tot în Europa. Concertează la cele mai mari festivaluri europene, precum Roskilde Festival, Wacken Open Air, Summer-Breeze Open Air, Party San Open Air, Hole in the Sky Festival, Sweden Rock Festival etc. Sólstafir realizează și două turnee europene în 2009 și 2010, precum și câteva turnee mai scurte.
Cel de-al patrulea album Sólstafir intitulat Svartir Sandar a fost lansat de către Season of Mist în 14 octombrie 2011 în Europa, și 18 octombrie, în SUA.
Albumul a primit recenzii extraordinare și a fost votat albumul anului în câteva publicații de seamă, cum ar fi Inferno cea mai mare revistă metal din Finlanda,  site-ul Metal.de din Germania, cel mai mare ziar din Islanda Morgunblaðið. De asemenea, a fost votat cel mai bun album al anului în Finlanda și de către cea mai mare revista de muzica, Soundi.
Pentru prima dată, Sólstafir a țintit la nivel înalt, și albumul Svartir Sandar a fost cotat nr. 7 în Islanda și nr. 11 în Finlanda.
Piesa "Fjara" a intrat, de asemenea, în lista single-lor și a fost cotată numărul 1 în Islanda.
Înainte de a începe a doua etapă a turneului lor european în ianuarie 2015, trupa a postat un mesaj pe Facebook, spunând că toboșarul Pálmason nu va mai fi alături de ei datorită unor "motive personale". Guðmundur a replicat imediat, prin intermediul contului de Twitter al trupei, explicând că a fost "pus la zid de către ex-colegii de trupă" și "dat afară din munca lui de o viață". În 20 ianuarie 2015, Guðmundur a oferit o explicație cu privire la evenimentele care au avut loc cu 5 luni înainte. Într-o amplă declarație, el a dezvăluit detaliile plecării sale "forțate" și a condamnat acțiunile colegilor din restul trupei, în special cele ale lui Aðalbjörn Tryggvason.

## Membri

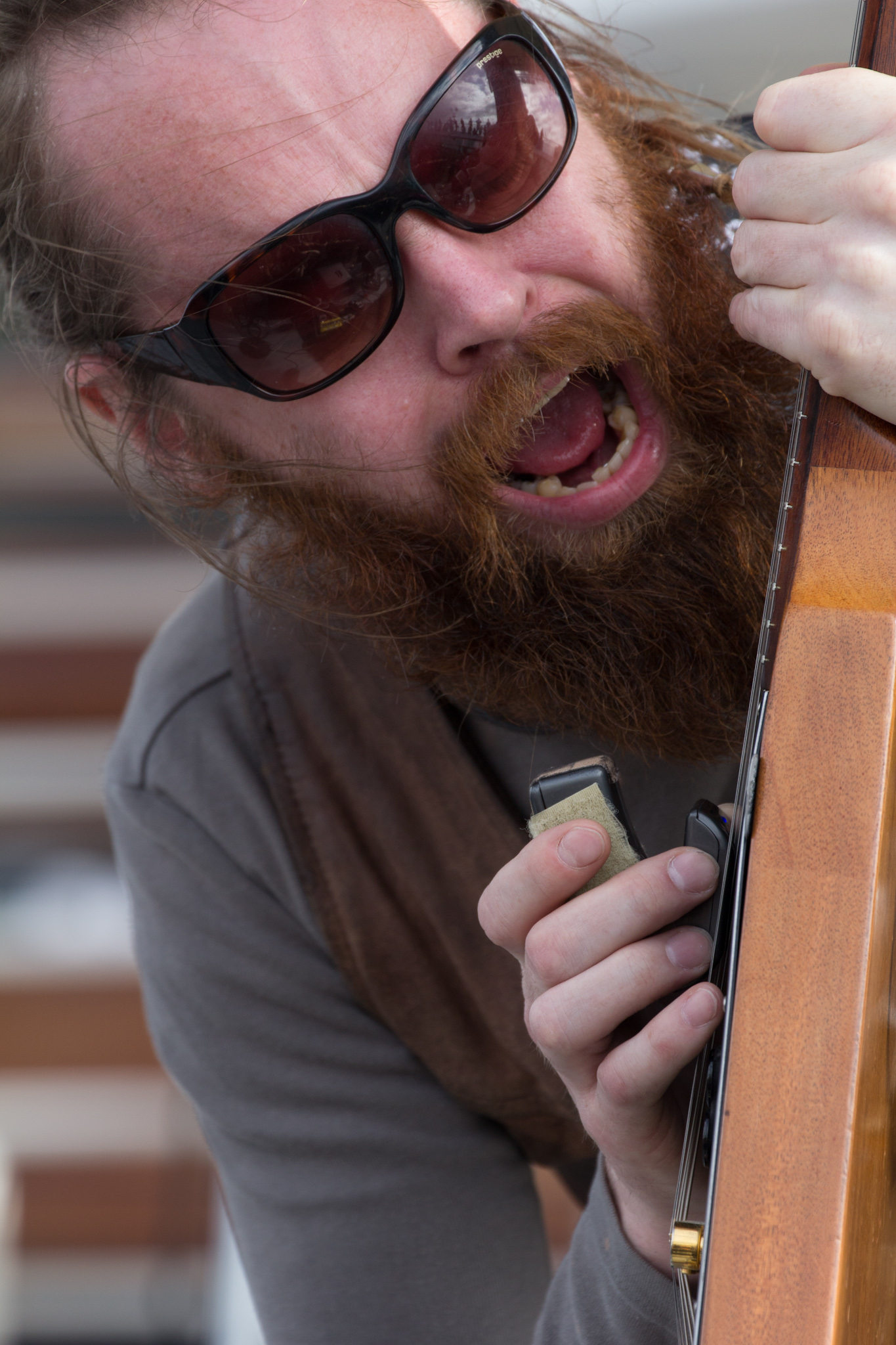
Aðalbjörn Tryggvason la Barge to Hell 2012

### Membri
- Aðalbjörn "Addi" Tryggvason – chitara, voce (1995–prezent)
- Sæþór Maríus "Pjúddi" Sæþórsson – chitara (1999–prezent)
- Svavar "Svabbi" Austmann – bass (1999–prezent)
- Hallgrímur Jón "Grimsi" Hallgrímsson – tobe (2015–prezent)

### Foști membri
- Halldór Einarsson – bass (1995-1997)
- Guðmundur Óli Pálmason – tobe (1995-2015)

## Discografie

### Albume de studio
- I Blóði og Anda, 2002
- Masterpiece of Bitterness, 2005 (Spinefarm Records)
- Köld, 2009 (Spinefarm Records)
- Svartir Sandar, 2011 (Season of Mist)[4]
- Ótta, 2014 (Season of Mist)
- Berdreyminn, 2017 (Season of Mist)
- Endless Twilight of Codependent Love, 2020 (Season of Mist)
- Hin Helga Kvöl, 2024 (Century Media)

### EP-uri
- Til Valhallar  (EP), 1996
- Black Death (EP), 2002
- "Ótta Sampler EP / Bonus: Live la Hellfest 2014" (EP), 2014
- "Tilberi" (EP), 2016
- "Silfur-Refur" (EP), 2017

### Demo-uri
- I Norðri (demo), 1995
- "Promo Tape septembrie 1997" (demo), 1997
- Black Death (demo), 2001
- Promo 2004 (demo), 2004

### Single-uri
- 2011: "Fjara"
- 2012: "Æra"
- 2013: "Þín orð"
- 2014: "Ótta"

### Compilații
- "Fire & Ice - An Icelandic Metal Compilation" (Compilație), 1997
- "Fjara/Runaway Train" (Fire & Ice - An Icelandic Metal Compilation), 2014

## Link-uri externe
- Site web oficial
- Format:Metal Archives
- Sólstafir (discografie) la MusicBrainz